# Stuart Dangerfield
Stuart Dangerfield  est un coureur cycliste britannique, né le 17 septembre 1971 à Willenhall.

## Palmarès
- 1990
  - 3e du championnat de Grande-Bretagne de la montagne
- 1991
  - 3e du championnat de Grande-Bretagne de la montagne
- 1992
  -  Champion de Grande-Bretagne de la montagne
- 1993
  -  Champion de Grande-Bretagne de la montagne
- 1994
  - 2e du championnat de Grande-Bretagne de la montagne
- 1995
  -  Champion de Grande-Bretagne de la montagne
- 1996
  -  Champion de Grande-Bretagne de la montagne
- 1997
  -  Champion de Grande-Bretagne de la montagne
  - 2e du championnat de Grande-Bretagne du contre-la-montre
- 1998
  -  Champion de Grande-Bretagne du contre-la-montre
- 1999
  - 3e du championnat de Grande-Bretagne du contre-la-montre
- 2000
  - Bol Isle of Man
- 2001
  -  Champion de Grande-Bretagne du contre-la-montre
  - Bol Isle of Man
- 2002
  - 3e du championnat de Grande-Bretagne du contre-la-montre
- 2003
  -  Champion de Grande-Bretagne du contre-la-montre
- 2005
  -  Champion de Grande-Bretagne du contre-la-montre